# Sigvard Hultcrantz
Sigvard Hultcrantz   (Åmål, 22 de maig de 1888 - parròquia d'Òscar, 4 de març de 1955) va ser un tirador suec que va competir a començaments del segle xx.
El 1920 va prendre part en els Jocs Olímpics d'Anvers, on disputà quatre proves del programa de tir. Guanyà la medalla de plata en les proves de pistola lliure, 50 metres per equips i carrabina, 50 metres per equips, mentre es desconeix la posició exacte en què finalitzà les proves de pistola lliure, 50 metres i carrabina, 50 metres.
Hultcrantz fou comandant d'artilleria de l'exèrcit suec, i entre 1936 i 1939 va dirigir la fortalesa d'Älvsborg.